# Histoire des Juifs à Lviv
L’histoire des Juifs à Lviv (à Lwów ou Lemberg) commence il y a plus de huit cents ans, au XIIIe siècle. Lviv est un centre de la vie juive depuis le Moyen Âge. La première mention documentaire de l'existence d'une communauté juive à Lviv date de la fin du XIVe siècle. La plus ancienne synagogue de la ville a été construite en 1582. Au XIXe siècle, environ un tiers de la population de la ville est juive. Il y a plusieurs cimetières juifs et de nombreuses synagogues. À partir du XIXe siècle, il y a deux communautés juives distinctes à Lviv: d'un côté les Juifs conservateurs orthodoxes ou hassidim, parlant le yiddish, de l'autre les maskilim d'esprit libéral parlant plutôt l'allemand. Les deux communautés vivent côte-à-côte avec peu de contacts. Chacun de ces deux groupes possède ses propres droits, privilèges, administrations, synagogues et écoles.
Au début de la Seconde Guerre mondiale, la population juive de Lviv dépasse les 100 000 membres. La très grande majorité d'entre eux périssent pendant la Shoah.  
Lviv est actuellement une ville ukrainienne située dans l'oblast de Lviv qui compte un peu plus de 2 500 000 habitants. 
Sous le nom de Lwów, elle est polonaise de 1386 à 1569, puis fait partie jusqu'en 1772 de la république des Deux Nations. Rebaptisée Lemberg, elle appartient à l'empire d'Autriche de 1772 à 1918, puis après la Première Guerre mondiale, de 1918 à 1939 elle redevient polonaise sous la Deuxième République et récupère son nom de Lwów. 
Après la Seconde Guerre mondiale, la ville fait partie des territoires attribués à l'Ukraine et prend le nom de Lviv.

## Histoire de la communauté juive

### La communauté juive sous le royaume de Pologne
L'histoire de l'établissement de Juifs à Lwów commence au milieu du XIIIe siècle, quand la ville reçoit sa charte pendant le règne de Léon Ier de Galicie. À partir de la seconde moitié du XIVe siècle et jusqu'au début du XIXe siècle, il existe deux communautés juives séparées, la première pour les Juifs résidant à l'intérieur des murs de la ville, et la seconde pour les habitants juifs de Krakowskie Przedmieście, dans la banlieue de Lwów. 
À l'intérieur des murs de la ville, les Juifs sont regroupés autour de la Vieille place et des châteaux haut et bas. Le centre de la ville se situe alors entre la Vieille place et la rue actuelle Bohdana Chmielnickiego. D'après l'historien Meir Balaban, la première synagogue en bois est construite près de la place. Une nouvelle synagogue en briques sera construite après l'incendie de 1642 plus au nord, près de l’actuelle rue Sańska. Les deux communautés utilisent le même cimetière situé à Krakowskie Przedmieście, entre les rues Szpitalna, Rappaporta, Browarna et Kleparska, qui sera fermé en 1855.
Au milieu du XIVe siècle, Lwów passe sous la juridiction du roi Casimir III, qui en 1352 établit les limites sud-ouest de la vieille ville princière qui est entourée de murs, de douves, de tours et de deux châteaux. Les Juifs occupent la partie sud-ouest appelée d'après les sources Communitas Judaeorum intra moenia habitantium.
La situation juridique des Juifs de Lwów est d'une part déterminée par les privilèges accordés par les rois polonais, et d'autre part par les règlements du Conseil municipal et les décisions des synodes de l'église catholique. Les privilèges royaux permettent aux Juifs d'exercer dans le commerce et dans certains domaines industriels. Les lois de Magdebourg, promulguées par Casimir III en faveur des Juifs de Lwów, garantissent leur sécurité personnelle sur un pied d'égalité avec les autres citoyens ainsi que la liberté de résidence et d'autres droits.  
La communauté juive de Lwów est soumise aux évènements concernant tous les Juifs de la république des Deux Nations. Au XVIe siècle, les communautés juives obtiennent une grande autonomie à l'intérieur des villes où elles sont implantées, avant de tomber victimes de pogroms principalement lors du soulèvement de Khmelnytsky au XVIIe siècle. Il est à noter, que pendant les sièges de 1648 et de 1655, les habitants de Lwów refusent de livrer leurs voisins juifs, condition demandée par les Cosaques pour ne pas attaquer la ville. 
Le développement de la communauté juive de Lwów est assez exceptionnel comparé aux autres communautés juives de la république de Pologne, aussi bien sur le plan du développement de la vie religieuse, des études talmudiques et des réalisations culturelles, que par les réussites économiques et sociales d'un certain nombre de ses membres. Par exemple, Wolf, originaire de Drohobytch mais vivant à Lwów au XVe siècle est banquier royal. 
Au XVIe siècle, le quartier juif comprend les rues Żydowska (rue des Juifs), Nowożydowska (nouvelle rue des Juifs), Szklarska et Za Arsenałem. Au XVIIe siècle, le quartier juif commence à inclure la rue Serbska. L'entrée du quartier est située à l'intersection des rues Ruska and Żydowska. La Porte juive est fermée la nuit du côté juif ainsi que du côté de la ville.

### La communauté juive sous la république des Deux Nations
En 1571, la première yechiva s'installe à Lwów au 28 rue Blacharska (maintenant rue Fedorowa). Elle devient célèbre dans les années 1590 par la présence d'un éminent talmudiste Joshua Falk, disciple de Salomon Luria et de Moshe Isserles.

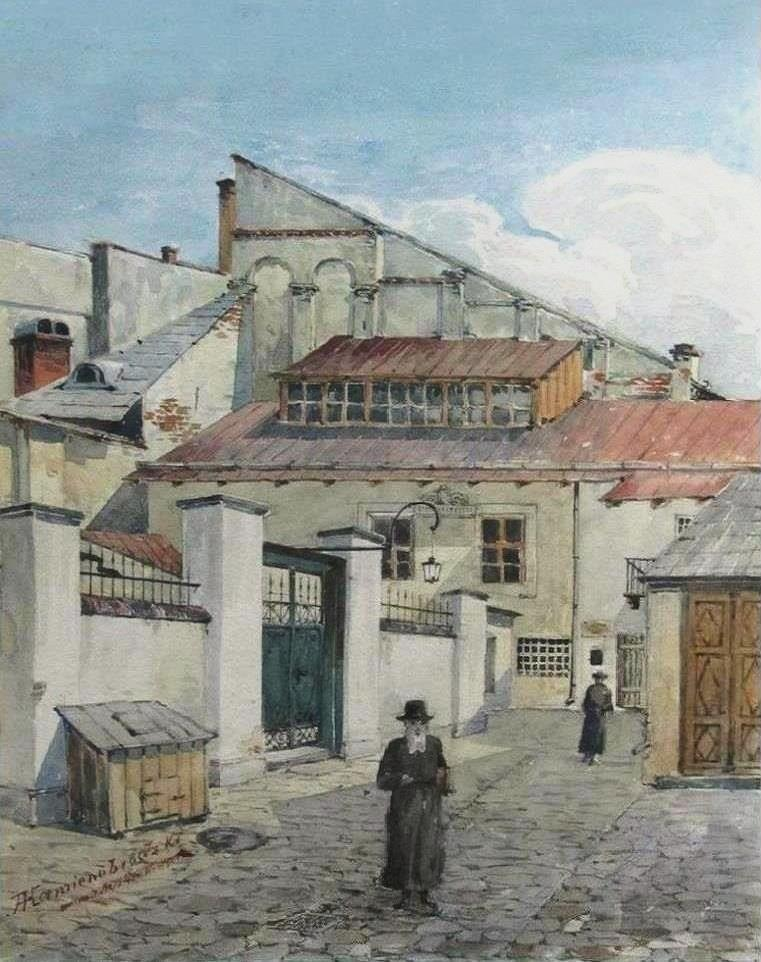
La Synagogue de la Rose d'Or de Lviv bâtie en 1582.

Au milieu du XVIe siècle, Lwów est une des villes de Pologne où s'installent des Juifs séfarades. En 1567, les Juifs séfarades Chaim Kohen et Abraham da Mossa, obtiennent du roi Sigismond II le droit de commercer des vins doux de Grèce et des muscats sans avoir à payer de taxes. Cette exemption est obtenue grâce à un accord entre le roi et Joseph Nassi, un diplomate ottoman qui cherche à améliorer les relations entre la République et l'Empire ottoman. Joseph Nassi descend d'une famille influente de banquiers séfarades de Lisbonne qui ont prêté une somme importante au roi de Pologne. La correspondance entre Sigismond II et Nassi a été conservée. Dans ses lettres, le monarque appelle Nassi cher ami ou digne prince, car Nassi a reçu du sultan de Naxos le titre de prince.  
La situation n'est pas idéale pour les Juifs séfarades de Lwów. Leur position commerciale privilégiée et d'après Meir Balaban, peut-être aussi leur différence culturelle, les font entrer en conflit avec les autres habitants de la ville, y compris avec les Juifs ashkénazes. À la suite d'un conflit avec le Conseil municipal de la ville, la majorité d'entre eux quitte la ville. La situation des Séfarades à Lwów est décrite par Moshe da Mossy dans ses lettres écrites en italien. À la fin, il décide à s'installer à Zamość grâce à son amitié avec Jan Zamoyski. En 1588, le Hetman accorde aux Juifs séfarades des droits exceptionnels leur permettant de se développer à l'intérieur de la ville.  
Devant l'afflux grandissant de nouveaux immigrants arrivant dans la ville, le quartier juif est confronté à un manque cruel de logements. La surpopulation entraine alors une flambée du prix des logements. La communauté doit aussi faire face à la difficulté du maintien de l'ordre et de la propreté, qui avec le temps va avoir de sérieuses conséquences comme les deux gigantesques incendies de 1571 et 1616 qui éclatent dans le quartier juif.
Les premières années du XVIIe siècle, la communauté juive se trouve en conflit avec l'Ordre des Jésuites. L'Ordre désirant construire une église et un séminaire, décide d'accuser les autorités municipales et les Juifs de transactions illégales concernant la vente de terrains constructibles qui étaient terres de la couronne et sur lesquels avait été construite la synagogue Nachmanowicz. La procédure judiciaire dure quelques années, passant d'un tribunal à l'autre. À la fin le verdict de la couronne impose à la ville le rachat de la majorité des terrains contestés et la destruction de la synagogue, car celle-ci a été construite sans permission royale. Les Juifs de Lwów contestent le verdict et introduisent un recours auprès du Tribunal de la couronne (Trybunał Koronny). L'affaire s'arrête le 11 juillet 1608 avec le décret émis par le roi qui déclare que les jésuites recevront un terrain dans une autre partie de la ville et que les Juifs peuvent rester rue Żydowska à l'abri de toute ingérence.
En 1634, la communauté juive en plein essor obtient l'autorisation de construire un bâtiment administratif pour son conseil, en face de la synagogue de la vieille ville. L'importance de la communauté est confirmée en 1620 par un rapport municipal qui fait état de 40 immeubles collectifs détenus par les Juifs dans la ville. Les historiens estiment le nombre de résidents juifs à Lwów à la fin du XVIe siècle à près de 3 500 en incluant Krakowskie Przedmieście.
Après les calamités lors du soulèvement de Khmelnytsky en 1648, un autre malheur frappe la communauté juive de Lwów. Les élèves du collège jésuite attaquent la synagogue. Ils sont rejoints par des soldats cantonnés dans la ville. Incapable de remettre de l'ordre, le staroste (administrateur de la ville) ordonne de distribuer aux Juifs des hallebardes et des piques afin qu'ils puissent se défendre eux-mêmes. Malgré cela, le nombre écrasant des étudiants et des soldats l'emporte, causant la mort de 75 Juifs et en blessant 200 autres.     
1648 marque un véritable tournant pour les Juifs de Lwów, date à partir de laquelle l'importance économique de la ville et des marchands juifs commence à décroitre en raison d'une diminution du commerce avec l'ouest qui constituait la source principale de leur revenu depuis la chute de Constantinople en 1453.
Lors de la grande guerre du Nord, en 1704, l'armée Suèdesuédoise s'empare de Lwów et s'acharne sur les Juifs qu'ils accusent d'avoir participé à la défense de la ville. Ils pillent le quartier juif et demande une rançon de 60 000 thalers. Le déclin de la république de Pologne et l'absence d'une administration centrale forte créent les conditions idéales pour les émeutes anti-juives qui éclatent à Lwów en 1718, 1732, 1751 et 1762. En 1728, une action en justice est intentée contre les Juifs de Lwów qui auraient persuadé le Juif baptisé, Jan Filipowicz, de retourner au judaïsme. Deux Juifs, Joszua et Chaim Rajces sont condamnés au bûcher. Joszua se suicide, tandis que son frère refuse le baptême. Ce dernier périt sur le bûcher à côté du corps de son frère. 
En juin 1759, une disputation a lieu dans la cathédrale de Lwów entre les rabbins les plus célèbres de Podolie et des partisans du faux-messie Jacob Frank, qui accusent les Juifs, parmi d'autres crimes, d'utiliser le sang chrétien au cours de rituels. Cette disputation a eu une grande répercussion dans toute la république de Pologne et conduisit à la popularisation de la superstition médiévale du meurtre rituel.
Au fil des années, le quartier juif commence à être surpeuplé. Ses habitants ainsi que les nouveaux arrivants, commencent à s'installer en dehors de la ville, sur les terres du couvent des sœurs bénédictines, dans le domaine de Jabłonowo et dans les rues Serbska et Ruska du quartier chrétien. Là, ils louent des appartements ç des propriétaires chrétiens, car les Juifs ont l'interdiction d'acheter des biens en dehors de leur propre quartier. La location principalement de locaux commerciaux à des Juifs provoque la colère des commerçants chrétiens entrainant son interdiction par le conseil municipal et par décret royal.

### La communauté juive sous la monarchie de Habsbourg
Une nouvelle ère s'ouvre pour les Juifs de Lwów avec la partition de la Pologne en 1772 et l'attribution de Lwów, rebaptisé Lemberg, à la monarchie de Habsbourg. Après l'installation de l'administration autrichienne, un programme spécial destiné aux Juifs est mis en place dans les zones occupées pour promouvoir dans les organisations communales juives traditionnelles les idées de la Haskala, le mouvement des Lumières juif. Le but est de faciliter l'assimilation des Juifs à la culture germanique et d'en faire des sujets loyaux à la monarchie viennoise.    
À la fin du XVIIIe siècle et au début du XIXe, les membres de l'intelligentsia juive et des professions libérales, inspirés par les idées et slogans provenant de l'Europe de l'Ouest, sont de plus en plus nombreux à vouloir se joindre au mouvement. Herz Homberg, arrivé à Lwów,en 1788 est considéré comme un pionnier parmi les membres de la Haskala. Avec le support des autorités autrichiennes, il réussit à établir une école normale et une école élémentaire publique, où les cours sont faits en allemand de façon à germaniser l'élite juive. Toutefois Homberg rencontre une forte résistance des membres hassidiques et orthodoxes de la communauté, si bien qu'il décide de quitter Lemberg en 1797.   

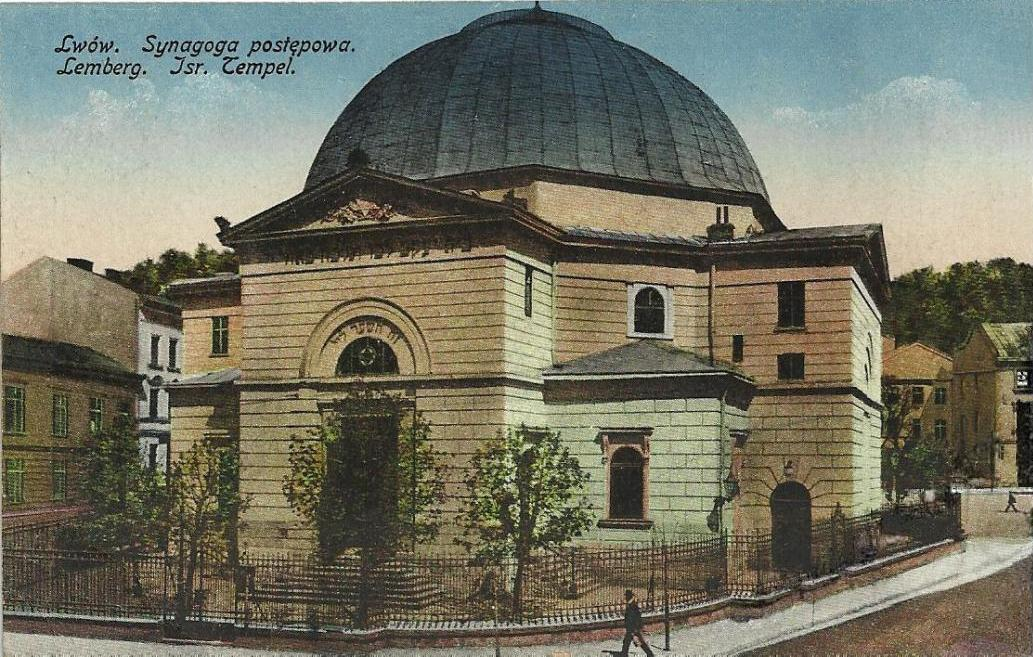
Synagogue Temple de la communauté réformée

Une caractéristique des Maskilim (partisans de la Haskala) de Lemberg est de limiter l'attractivité du mode de vie traditionnel juif, non pas en le critiquant ouvertement ou en le combattant, mais en prônant l'éducation des jeunes. Ils se distinguent aussi par leur fort attachement à la langue hébraïque, non comme langue strictement religieuse, mais aussi comme langue de la littérature, de la culture et des sciences. Dans la première moitié du XIXe siècle, les Maskilim de Lemberg comptent plusieurs personnes renommées de la science et de la culture juive: le philosophe et théologien Nachman Krochmal, le rabbin Solomon Judah Loeb Rapoport, le satiriste Isaac Erter et l'écrivain et éducateur Joseph Perl. À partir de 1840, les Maskilim ont leurs propres représentants au sein des organes dirigeants de la communauté. En 1843, ils ouvrent un orphelinat et créent une école juive avec un programme scolaire en quatre ans. L'importance grandissante du mouvement de la Haskala parmi les juifs de Lemberg est la construction de leur propre synagogue en 1846 située sur la Vieille place.  
La propagation rapide de cette nouvelle idéologie n'échappe pas à l'attention des Hassidim et des orthodoxes. En 1838, le rabbin hassidique Israel Friedmann de Ruzhin et le rabbin Jacob Ornstein de Lemberg, représentant chacun leur mouvement forment une alliance. Le nombre de hassidim croit alors de façon substantielle conduisant à la construction de leur synagogue place saint-Théodore. Le conflit entre d'un côté les hassidim et les orthodoxes et de l'autre les progressistes entraine en 1848  l'assassinat par empoisonnement du grand-rabbin libéral de Lemberg, Abraham Kohn, par Abraham Ber Pilpel, engagé par un groupe de fanatiques religieux.

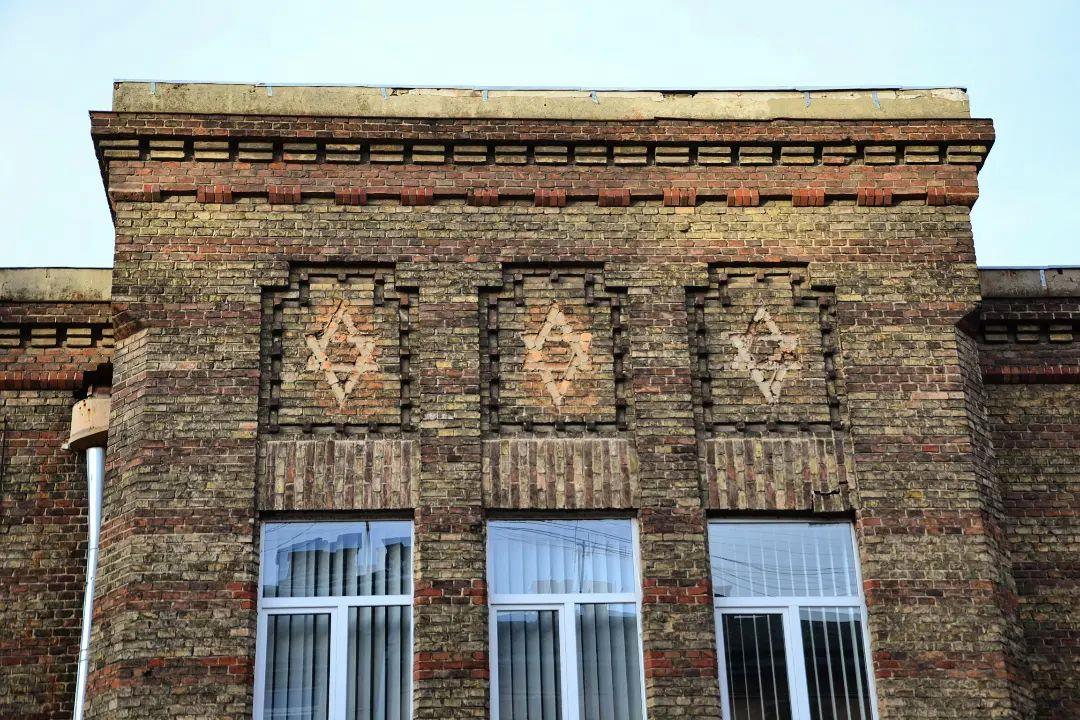
Hôpital juif de Lviv, fondé par Maurycemu Lazarusowl (1832-1912).

L'intelligentsia juive de Lemberg possède un sens élevé de conscience politique qui va de pair avec une attirance grandissante pour la Haskala. Lors des évènements de 1848, pour la première fois publiquement, est soulevé le principe de l'égalité des droits pour tous les Juifs de la monarchie de Habsbourg. Le rabbin Abraham Kohn de la synagogue progressiste de Lemberg devient membre de la délégation de Galicie qui part à Vienne pour exposer leurs demandes. Certains membres de la communauté de Lemberg dont Oswald Menkes et Abraham Mises participent aux travaux du Conseil national ou rejoignent la Garde nationale. Bien que l'égalité des droits des Juifs dans la monarchie de Habsbourg soit révoquée en 1853, ils ont continué à se battre pour améliorer leur situation légale. 
De nouvelles opportunités apparaissent dans les années 1860, avec les premiers signes de l'autonomie de la Galicie. Dès 1861, le rabbin de la synagogue progressiste de Lemberg, Marek Dubs, est élu député du Sejm (diète) de Galicie. Finalement les efforts des Juifs portent leurs fruits en décembre 1867 quand grâce à la constitution, ils se voient accorder les mêmes droits politiques et civiques que les autres résidents de la monarchie. 
Les autorités de Vienne tentent d'utiliser la montée en popularité de l'acculturation et de la conscience politique des Juifs de Lemberg et des autres régions de la Galicie afin de créer un contrepoids à l'influence polonaise grandissante. En conséquence, lors des élections de 1873, une coalition judéo-ukrainienne est formée conduisant à l'élection de trois députés juifs dont Herman Mieses de Lemberg au parlement de Vienne.   
L'échec de l'assimilation pro-allemande soutenue par le Shomer Israel (Gardien d'Israël) de Lemberg ainsi que les initiatives des politiciens polonais dans le but de gagner le support de la communauté juive, porte ses fruits dès 1879, quand les élections parlementaires se déroulent dans une atmosphère de coopération judéo-polonaise. Au fil du temps, Lemberg devient un des plus grands centres d'assimilation pro-polonaise. Entre 1882 et 1892, l'association Agudas Achim ou en polonais Przymierze Braci (Alliance des frères) est active à Lemberg avec l'objectif de diffuser l'idée d'une coopération entre Juifs et Polonais, par exemple en diffusant leur bihebdomadaire Ojczyzna (Patrie). Au début du XXe siècle, ce programme est promu par le périodique de Lemberg Jedność (unité) et par l'association académique Zjednoczenie (Union).
Lemberg devient aussi un centre pour le mouvement sioniste et en 1882, une soirée sioniste est organisée dans les locaux de l'association académique Mikra Kodes dont le siège est à Lemberg. En 1897, les plus politisés des sionistes quittent l'association Mikra Kodes et forment le mouvement Zion. 
En 1890, une loi qui réglemente les conseils de la communauté juive, est promulguée par la monarchie autrichienne. Elle apporte un changement important dans la vie des Juifs de Lemberg en unifiant les deux communautés, celle de la ville et celle de la banlieue. Ce nouveau conseil de la communauté juive comprend des Juifs hassidiques, des Juifs orthodoxes et des Juifs progressistes. Le résultat est la création de quatre postes de rabbins, deux pour les orthodoxes et les hassidim et deux pour les maskilim. Le conseil supervise la synagogue Temple sur la vieille place, la Grande synagogue rue Bóżnicza à Krakowskie Przedmieście et la synagogue hassidique rue Szajnocha. Au début du XXe siècle, trois nouvelles synagogues sont construites rue Słoneczna, rue św. Jana et rue Królowej Jadwigi. À la même période, le conseil administre deux écoles religieuses avec le polonais comme langue d'enseignement, l'une pour les garçons et l'autre pour les filles.  
Les années précédant la Première Guerre mondiale sont particulièrement favorables à la communauté juive de Lemberg. Approximativement 70 % de tous les avocats et 60% de tous les docteurs sont juifs. Les entrepreneurs juifs représentent 70% des membres de la Chambre de commerce et de l'Industrie et les étudiants juifs comptent pour 33 % de tous les étudiants fréquentant l'université de Lemberg.

### La Première Guerre mondiale et la guerre polono-ukrainienne

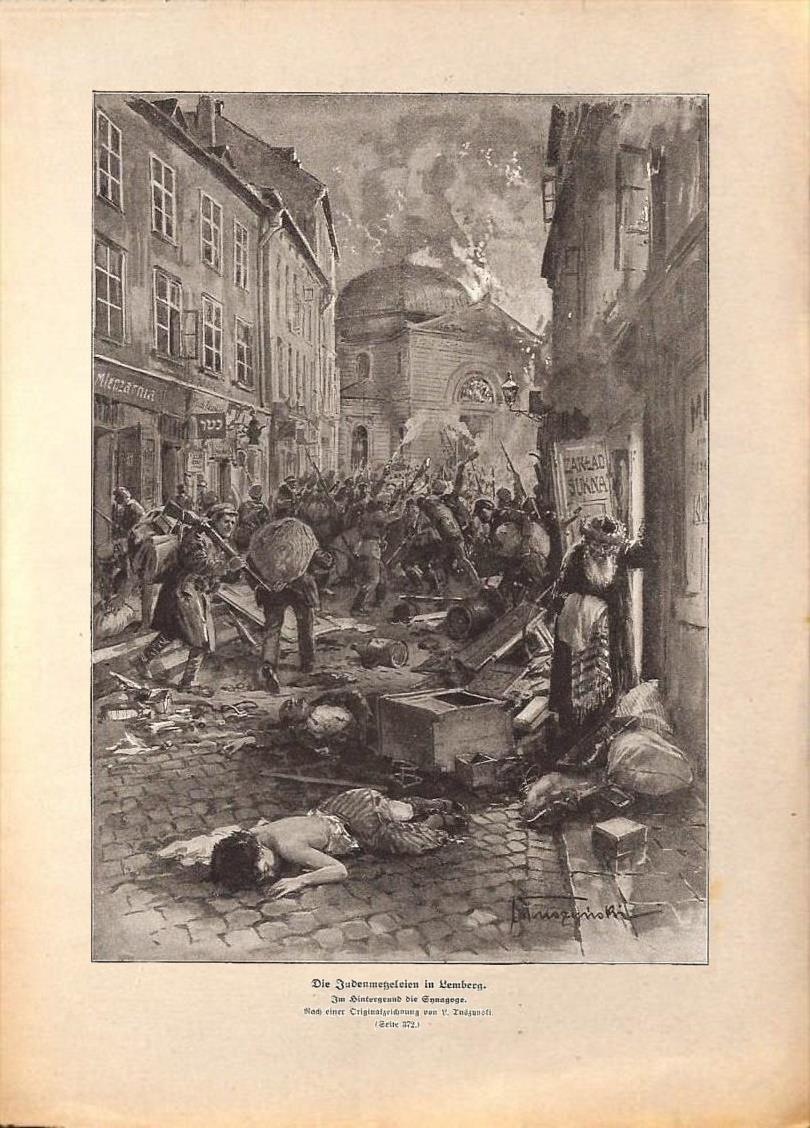
Représentation du pogrom anti-juif (le dimanche sanglant) mené par les soldats de l'armée impériale russe, le 29 septembre 1914 après la prise de Lviv.

Le développement dynamique de la communauté juive de Lemberg est interrompu par l'éclatement de la Première Guerre mondiale. Le 3 septembre 1914, les Russes envahissent Lemberg et le 27 septembre, un pogrom appelé le dimanche sanglant est fomenté dans le quartier juif. Les Russes pillent et saccagent, prenant quelques résidents juifs en otages. Dans les premiers jours de novembre 1918, les Ukrainiens prennent le contrôle de Lwów et proclament la république populaire d'Ukraine occidentale. Ils reconnaissent les Juifs comme une ethnicité distincte et garantissent que leurs droits civiques et politiques seront respectés. Une partie de la communauté juive accueille les nouvelles autorités avec enthousiasme. Afin de coordonner l'activité politique, un Comité de sécurité juif est formé et fonctionne à l'intérieur du quartier juif de la ville. Le 20 novembre 1918, les représentants des organisations sionistes, sociale-démocrate, Mizrahi et Poale Zion réussissent à former le Conseil national juif temporaire. Les Juifs de Lwów, dans leur majorité, se considèrent comme des Polonais juifs et refusent de coopérer avec les Ukrainiens. Quelques membres de l'intelligentsia soumettent même une lettre au Comité national polonais. Les Juifs adoptent une position neutre dans la guerre polono-ukrainienne, qui est reçue plutôt négativement des deux côtés. Quand l'armée ukrainienne est forcée de se retirer de la ville entre le 21 et le 23 novembre 1918, quelques soldats polonais aidés de groupes de criminels et de civils polonais, organisent un pogrom contre les Juifs de Krakowskie Przedmieście. Le bilan est de 72 personnes tuées, quelque 400 blessés et environ 25 000 appartements pillés et détruits. 

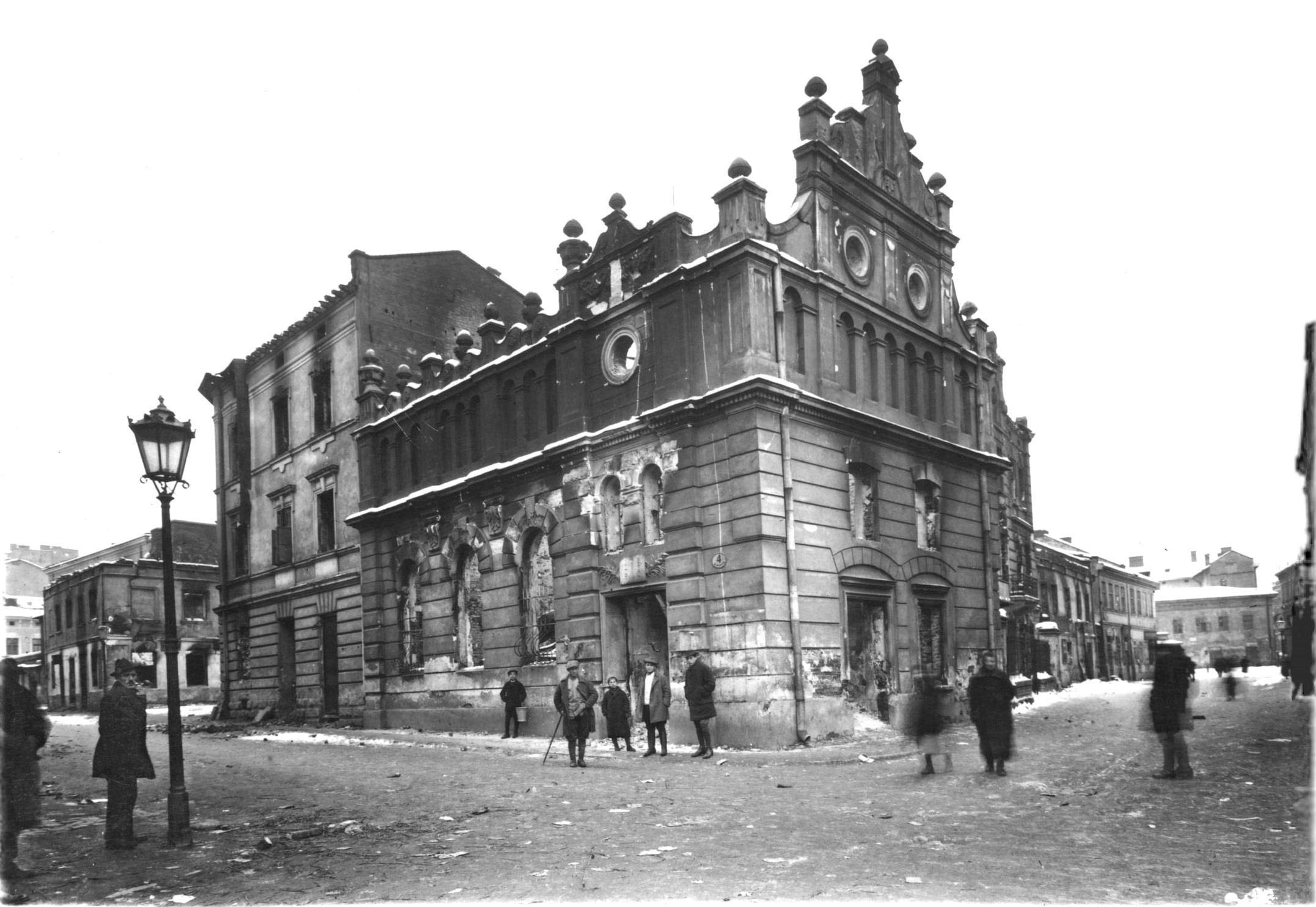
Synagogue hassidique après le pogrom de 1918

### La communauté juive dans l'entre-deux-guerres
Pendant la période de l'entre-deux-guerres, Lwów, redevenu polonaise est une des villes avec le plus grand nombre de Juifs de la deuxième république de Pologne. En 1921, la ville compte 77 000 Juifs, soit 33 % de la population totale de la ville. Ce nombre va grossir si bien qu'en 1941, avec la vague de réfugiés arrivant dans la ville, ce nombre atteint 150 000. 
Le conseil de la communauté juive en plus de la ville de Lwów elle-même, gère 52 communes voisines, représentant dans les années 1920 environ 80 000 membres. Dans les années 1930, la communauté juive du grand Lwów compte 100 000 personnes. La communauté est très active, participant au développement de l'éducation aussi bien religieuse que séculière comme l'enseignement commercial. Elle supporte financièrement l'hôpital juif qui est un des meilleurs hôpitaux de la ville. Le conseil comprend des Juifs orthodoxes, des sionistes, des assimilationnistes et des sociaux-démocrates. 
Les idées politiques des Juifs de Lwów sont représentées par les organisations locales des partis. On trouve des assimilationnistes, des orthodoxes, tout type de sionistes, des sionistes religieux aux sionistes socialistes, des nationaux-démocrates, des socio-démocrates et des communistes. Il y a aussi de nombreuses organisations professionnelles, des associations éducatives, sociales et culturelles, ainsi que les branches locales d'Agudat Israel (orthodoxe), Mizrahi (sioniste religieux), sionistes généraux, Hitachdutut (Parti travailliste sioniste), le Bund, le parti paysan juif, les sionistes révisionnistes, les sionistes radicaux et le Poale Zion (sionistes socialistes). On trouve aussi de nombreuses organisations sportives, de jeunesse et de scoutisme.
Pendant les années 1930, la communauté juive de Lwów prospère, mais simultanément, les incidents antisémites se multiplient à une fréquence grandissante. Deux des plus sérieux incidents se déroulent en juin 1929 et en novembre 1932. À partir de 1935, les conflits deviennent quasiment permanents. Ils se manifestent même à l'intérieur de l'université avec l'apparition des bancs ghetto. La communauté juive tente de résister à cette vague surgissant d'antisémitisme en boycottant les produits de l'Allemagne Nazie.  

### La Seconde Guerre mondiale et la Shoah

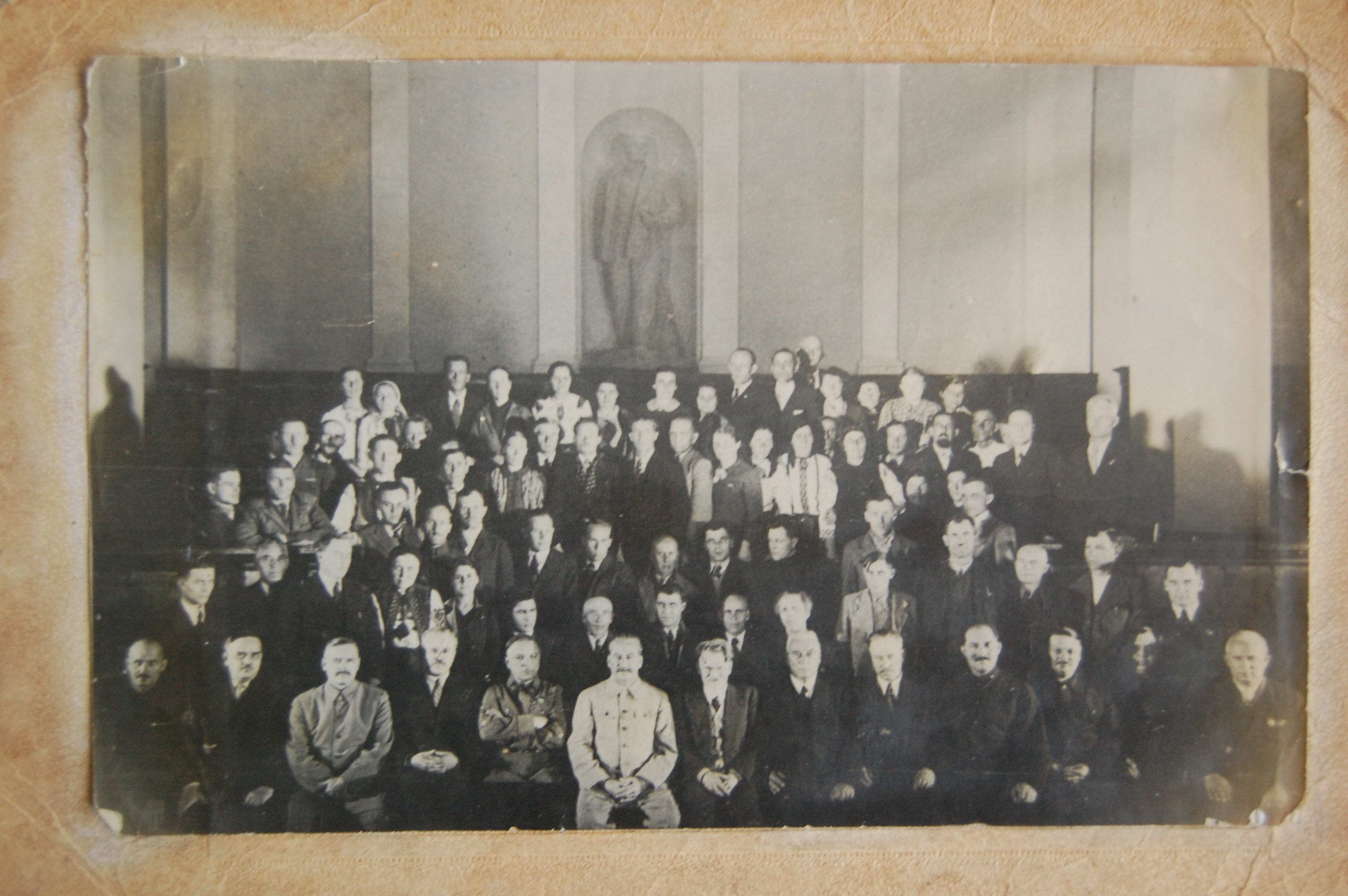
Soixante six députés de l'Assemblée populaire de l'Ukraine occidentale (NZZU) à Moscou en 1939 avec Joseph Staline.

Le 22 septembre 1939, Lwów est occupé par l'Armée rouge. Des slogans appelant à l'abolition de la propriété privée et pour la création d'une société sans classe, frappent l'imagination de la couche la plus pauvre de la société y compris chez les Juifs, élection de l'Assemblée populaire de l'Ukraine occidentale (NZZU) nouvel organisme gouvernemental créé pour légaliser le nouveau statut de l'Ukraine occidentale après l'invasion de son territoire par l'Armée rouge en septembre 1939. Pour cette raison, les nouvelles autorités reçoivent un accueil neutre voire amical des Juifs de Lwów. Ceci va développer un fort antagonisme contre les Juifs de la part des Polonais et des Ukrainiens. Cette attitude change rapidement quand l'emprise soviétique se raffermit à Lwów et que les sociétés juives sont nationalisées, les partis politiques juifs dissouts et que le NKVD assassine de plus en plus de membres de l'intelligentsia. 
Face à l'offensive allemande de l'opération Barbarossa, l'armée soviétique se retire de Lwów le 30 juin 1941, presque immédiatement remplacée par les troupes allemandes. Le changement d'occupants provoque une explosion de haine contre les Juifs, considérés comme les alliés des Soviétiques. Des pogroms sont menés dans presque toute la Galicie occidentale. À Lwów, les Polonais et les Ukrainiens, excités par la propagande allemande accusant les Juifs d'avoir perpétué des massacres de Polonais et d'Ukrainiens pendant la période soviétique, s'attaquent à la population juive locale. 

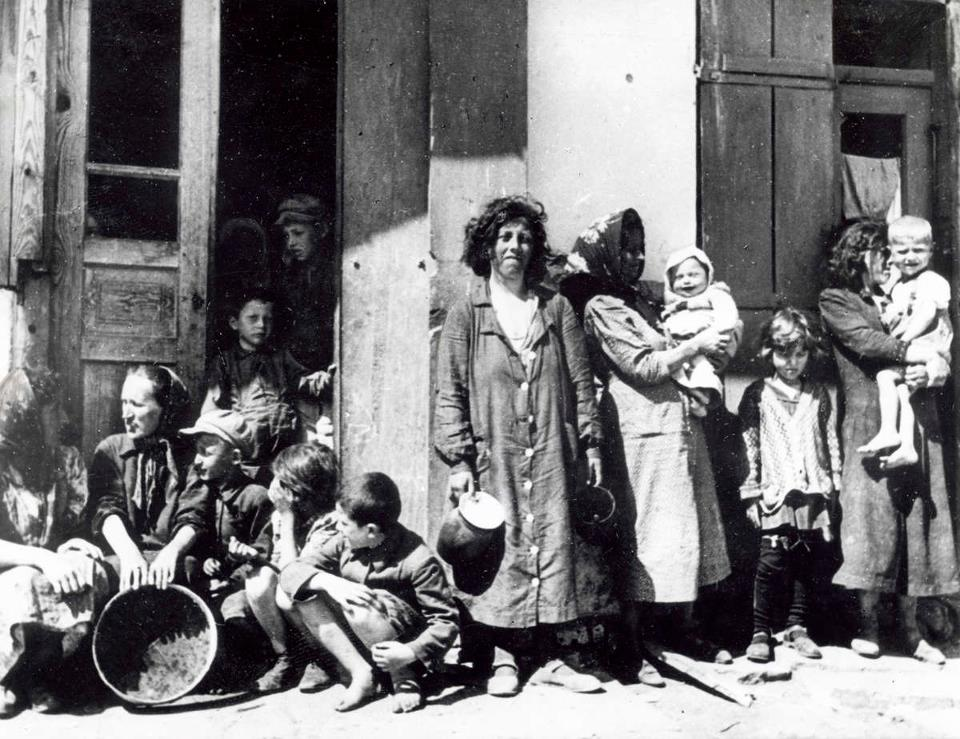
Juifs de Lwów en 1941 dans le ghetto

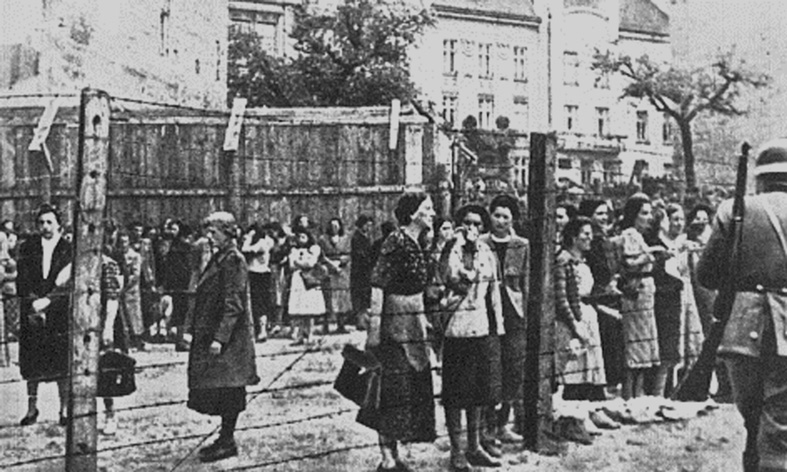
Juifs de Lwów en 1942 dans le ghetto

Les Allemands obligent les Juifs à des travaux de nettoyage les plus pénibles et les plus humiliants, les forçant à nettoyer les corps des morts et à ramasser le verre cassé, etc. De nombreuses restrictions sont imposées aux Juifs: ils ne peuvent sortir faire leurs courses qu'entre 15h00 et 17h00; ils ont un accès limité aux restaurants et les piscines, les salles de sport, les cinémas et théâtres leur sont interdits.  
Les Allemands des Einsatzkommando sont aidés par la police ukrainienne dans la persécution et l'extermination massive des Juifs de la région,. Le 1er juillet 1941, les nationalistes ukrainiens organisent un premier pogrom à Lwów. Des Juifs sont arrachés de leur appartement, rassemblés dans les rues, puis soit tués sur place, soit regroupés dans des baraquements de la rue Zamarstynowie et assassinés. Plusieurs pogroms vont se succéder dont le plus grand, entre le 25 et le 29 juillet 1941 où plus de 2 000 Juifs sont tués.  
Un millier de Juifs sont pris en otage pour forcer la communauté juive à verser une rançon de 20 millions de roubles. Mais dès que celle-ci est versée, les prisonniers sont exécutés. En plus, les Juifs se voient dépouiller de leurs biens par les soldats allemands de façon totalement non officielle. Les commerces et entreprises juifs sont aryanisés. Les Juifs ont l'interdiction d'exercer de nombreuses professions.
Les synagogues de Lwów, la grande synagogue de la rue Boimów, celle de la rue Sykstulska,, la synagogue Złota Róża (Rose d'Or) et la synagogue Temple de la rue Żółkiewska sont pillées puis incendiées.
Quand le district de Galicie est incorporé au Generalgouvernement Polen (Gouvernement général de Pologne) en août 1941, les Allemands mettent en place un ghetto dans les quartiers les plus pauvres de la ville, Zamarstynów et Kleparów. Lors du déménagement forcé, des milliers de Juifs sont assassinés dans les forêts voisines. Dans le ghetto, les Juifs ont l'obligation de porter un brassard avec une étoile de David. Pour diriger le ghetto, les Allemands désignent un Judenrat. 
L'opération Reinhard d'extermination systématique des Juifs est déclenchée au début 1942. Les Juifs de Lwów regroupés dans le ghetto sont transportés vers les camps de la mort : de février à avril 1942, près de 15 000 Juifs sont envoyés à Bełżec ; en aout 1942, environ 40 000 autres, en novembre 1942 environ 10 000 et en janvier 1943 près de4 000 sont envoyés à Sobibór. Lors de la liquidation du ghetto, environ 10 000 Juifs sont tués sur place et plusieurs milliers d'autres périront dans le camp de Janówska. Ce camp considéré par les nazis eux-mêmes comme un des plus durs, est situé au 134 rue Janowska sur le site de l'ancienne usine Steinhaus. Il sera le lieu de massacre de plus de 200 000 prisonniers, très majoritairement des Juifs, mais aussi des Polonais et des Ukrainiens.
Selon le rabbin de Lwów David Kahane, 150 Juifs ont été sauvés par l'archevêque grec-catholique de Lwów, André Cheptytsky.

### L'après-guerre

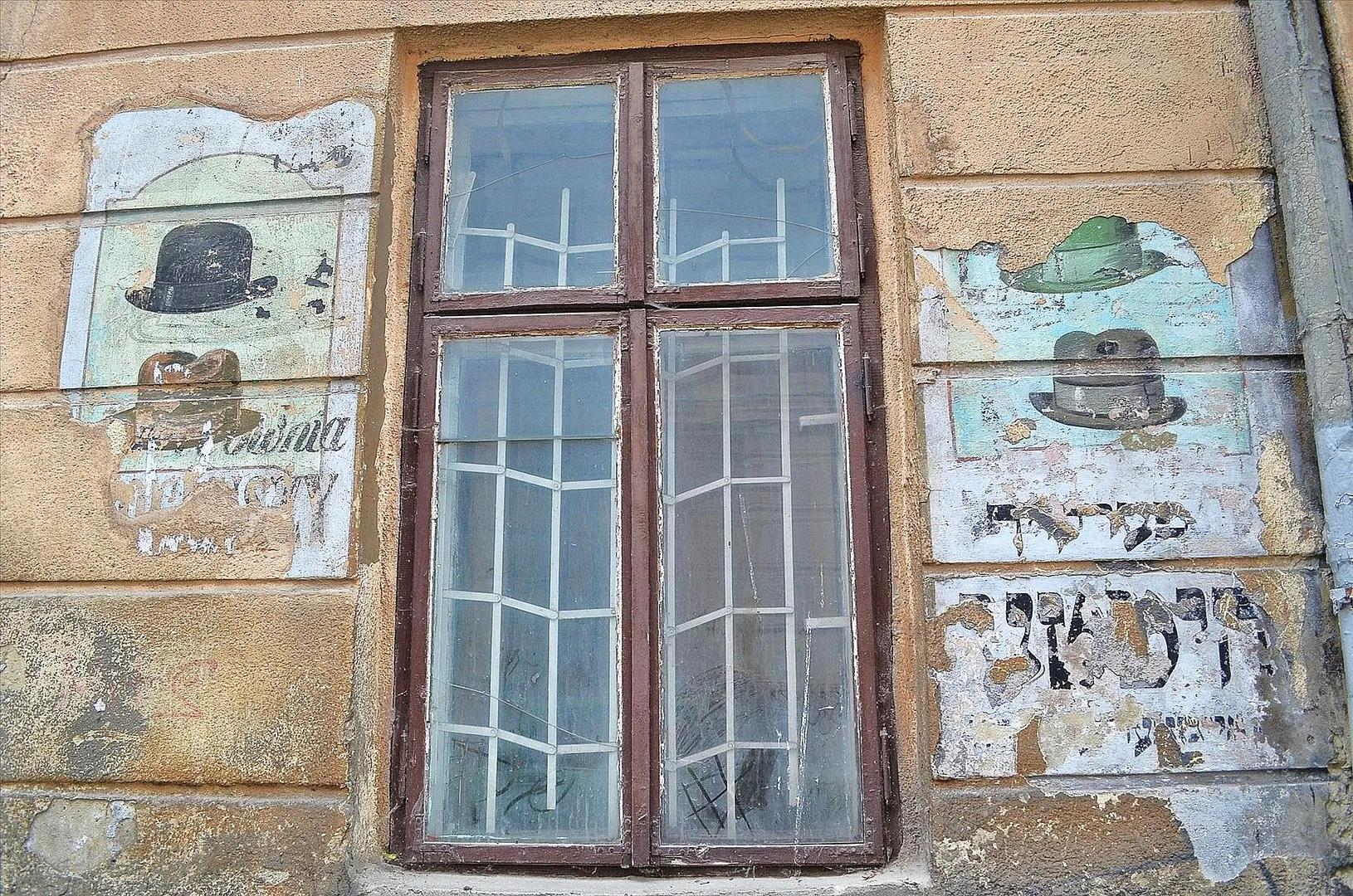
Ancien atelier de Schlimper pour la fabrication de chapeaux, rue Vesela, maison n° 5, à Lviv.

Seuls 2 571 Juifs de Lwów survivent à la Shoah. Beaucoup choisissent la citoyenneté polonaise et quittent la ville pour rejoindre la Pologne post- Yalta comme rapatriés. De là, un certain nombre s'expatrieront vers Israël ou les États-Unis. Renommée Lviv et incorporée à l'Ukraine soviétique, membre de l'URSS, un nombre important de juifs originaires d'autres villes s'installent à Lviv. Le nombre de Juifs dans la ville va alors atteindre 28 000. En 1960, la communauté juive est forcée de fermer la synagogue qui ne rouvrira que dans les années 1990. 
Actuellement quelques milliers de Juifs vivent à Lviv.

## Évolution de la population juive[27],[28]
| Population juive à Lviv< |                                                 |
| Année                    | Nombre de Juifs                                 |
| 1550                     | 350 familles juives (et 560 dans les faubourgs) |
| 1765                     | 6 100                                           |
| 1826                     | 19 300                                          |
| 1857                     | 22 586 (soit 40,5 % de la population)           |
| 1880                     | 30 961 (soit 28,2 % de la population)           |
| 1890                     | 36 130 (soit 28,2 % de la population)           |
| 1900                     | 44 258 (soit 27,6 % de la population)           |
| 1910                     | 57 387 (soit 27,8 % de la population)           |
| 1921                     | 76 854 (soit 35 % de la population)             |
| 1931                     | 99 595 (soit 31,9 % de la population)           |
| 1939                     | 109 500 (soit 35 % de la population)            |
| 1941                     | 150 000 (soit 44,5 % de la population)          |
| 1960                     | 28 000                                          |
| 1990                     | 6 000                                           |
| 2001                     | 1 900                                           |

## Galerie

Juifs de Lviv (Lwow, Lemberg)
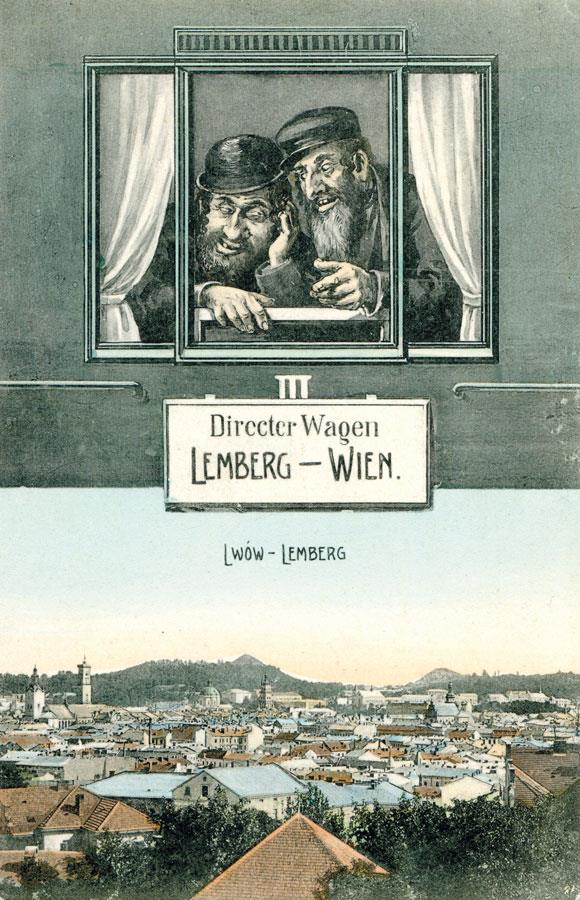
Carte postale pour un trajet Lemberg-Vienne, v. 1900
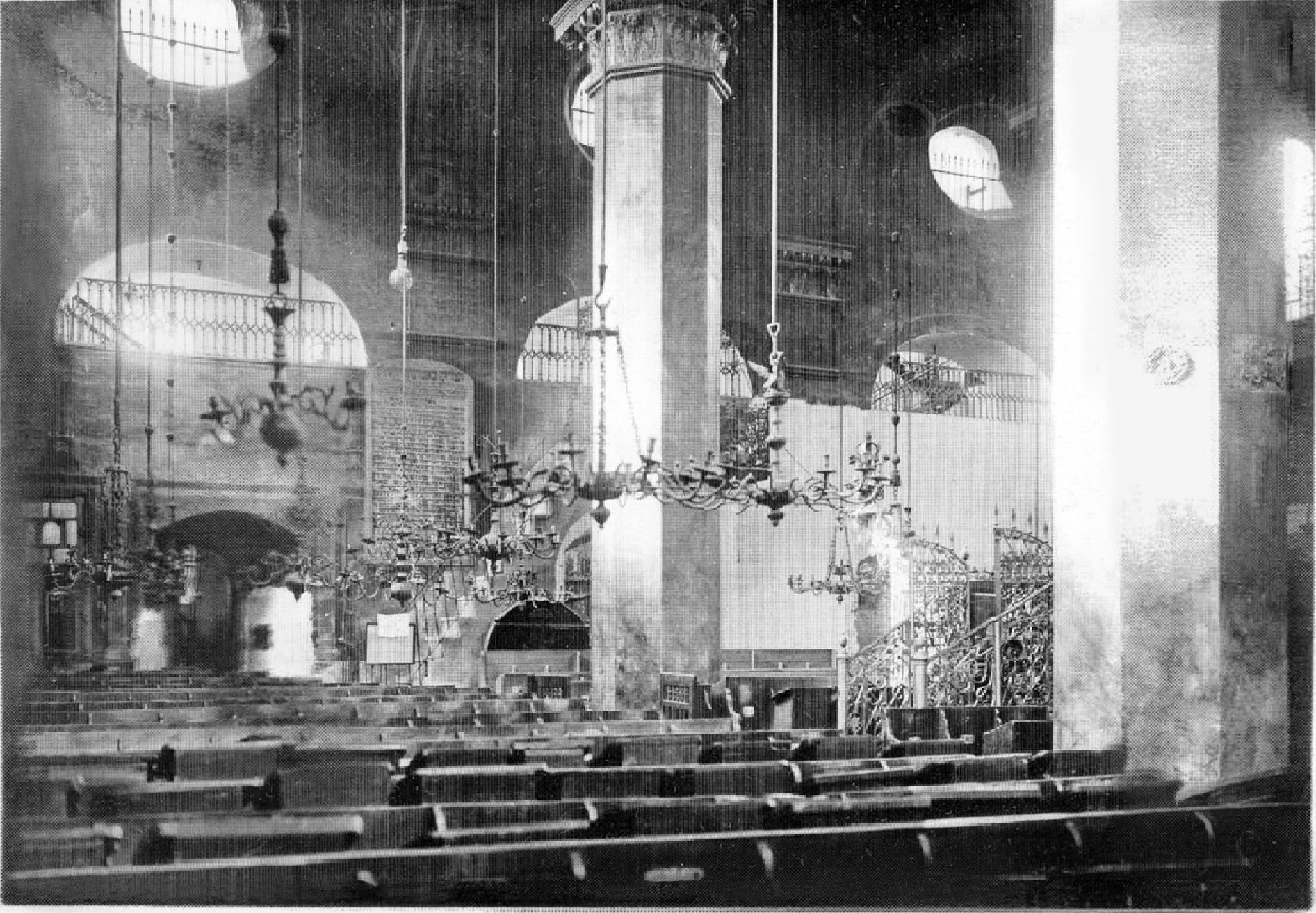
Intérieur de la (uk) grande synagogue Przedmiejska datant de 1619, v. 1900
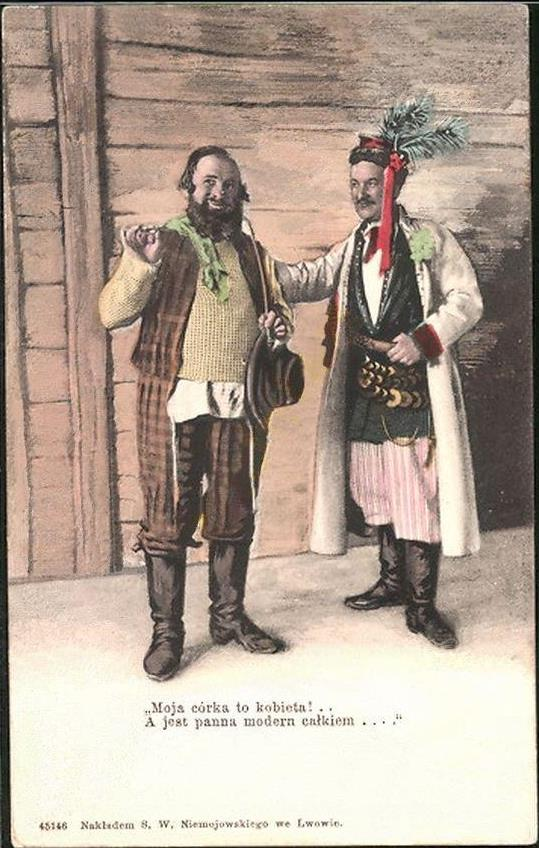
Carte postale humoristique, v. 1900
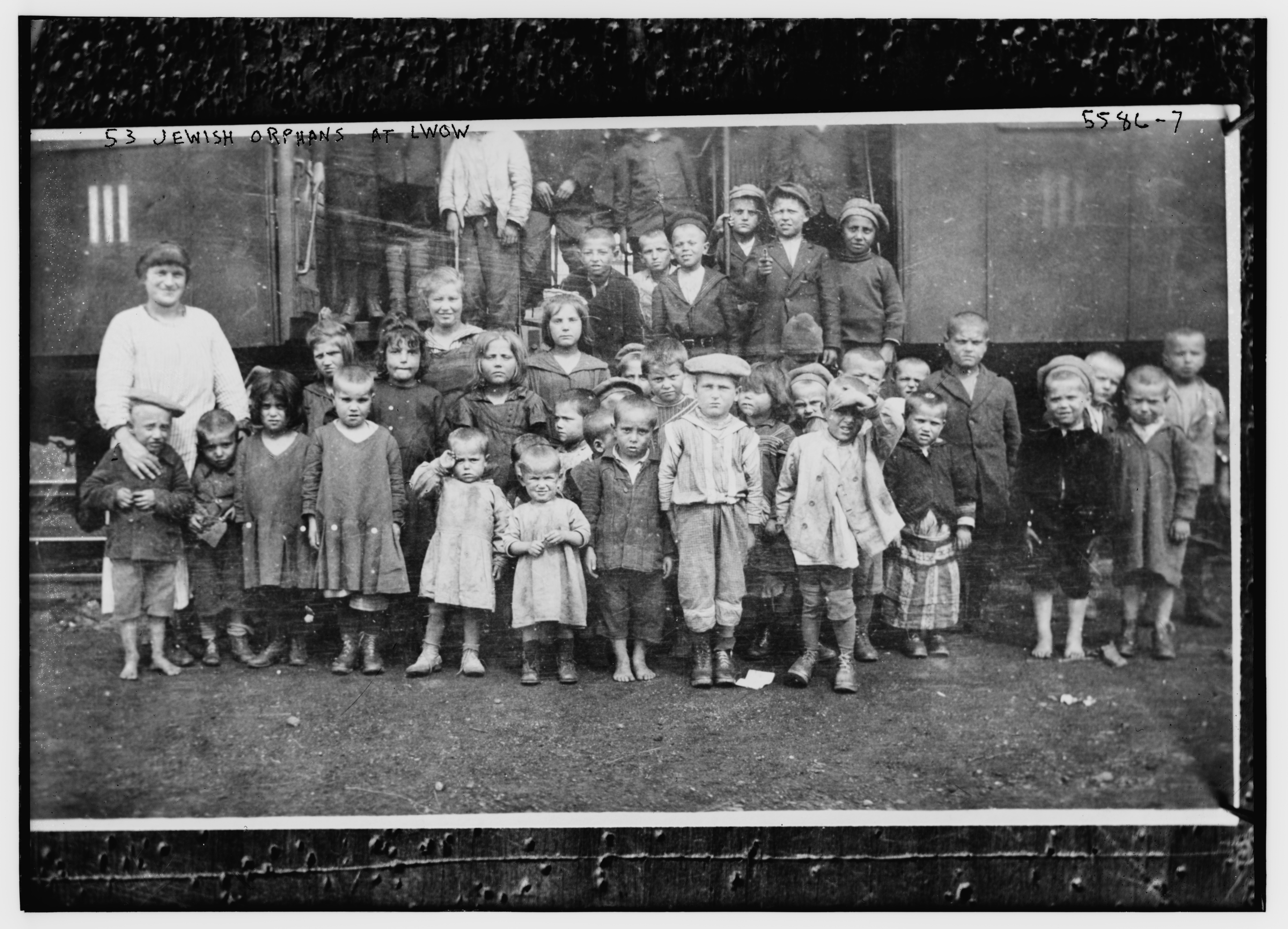
53 orphelins juifs de Lwow, v. 1900
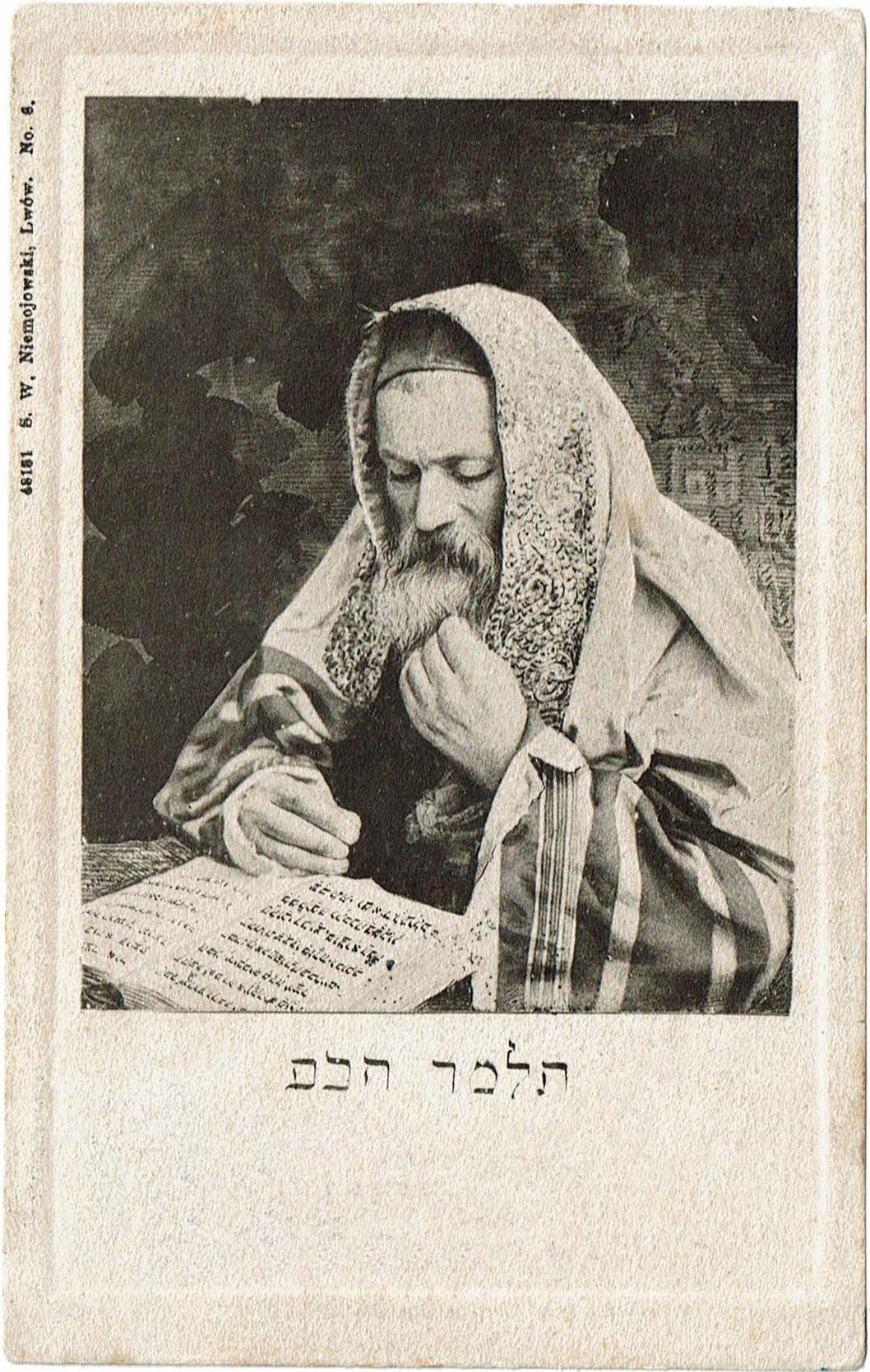
Carte postale des éditions Nemojowski, 1902
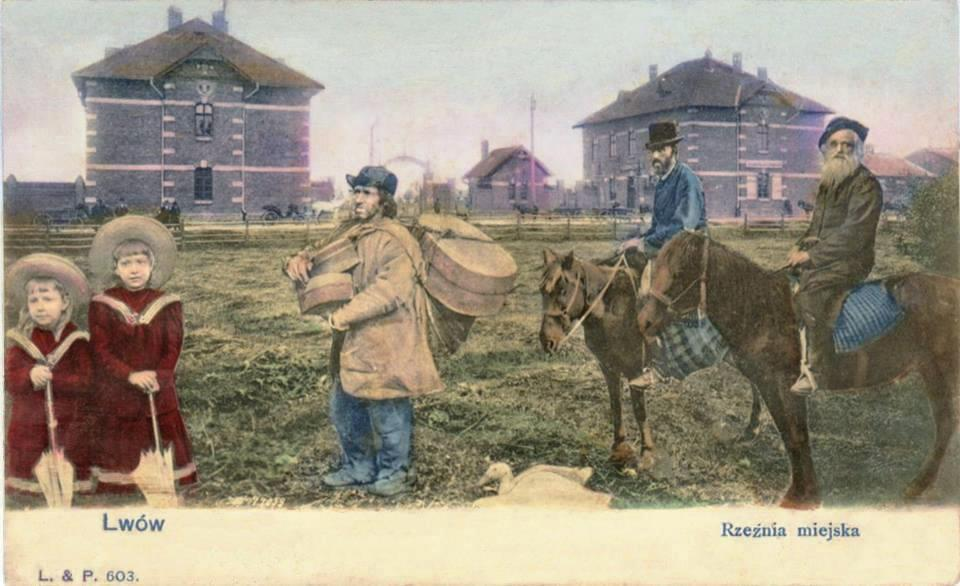
Carte postale intitulée « Nouveau massacre à Lwow », 1903
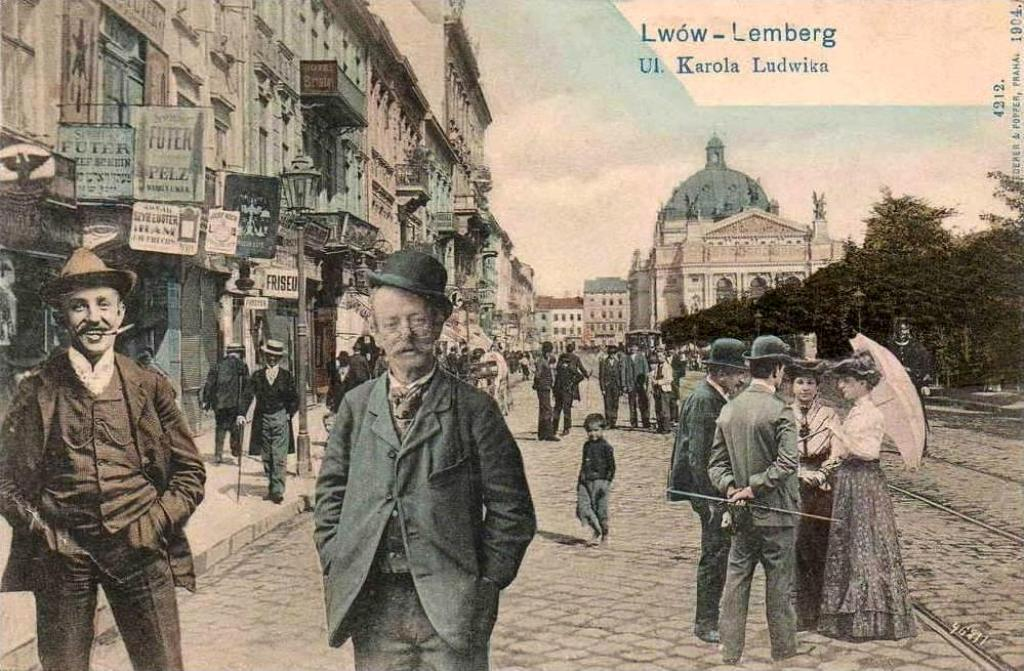
Centre commercial juif rue K. Ludwik, 1904
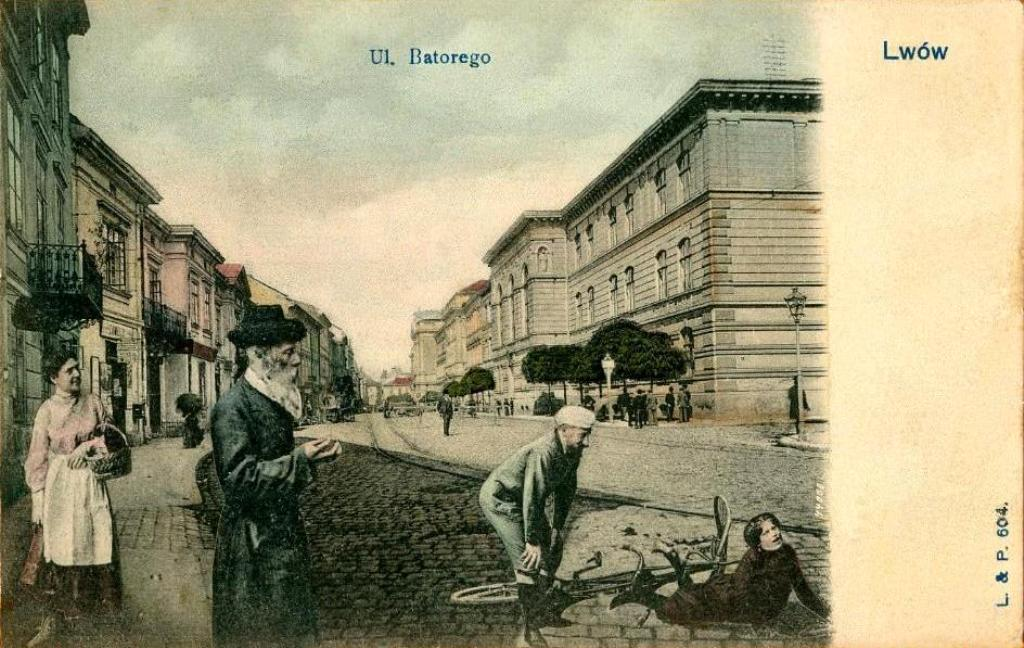
Carte postale, scène de rue, 1904
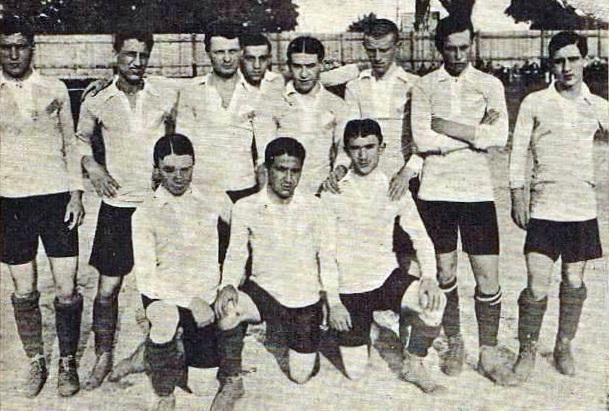
Club sportif juif (pl) Hasmonea Lwów, v. 1915
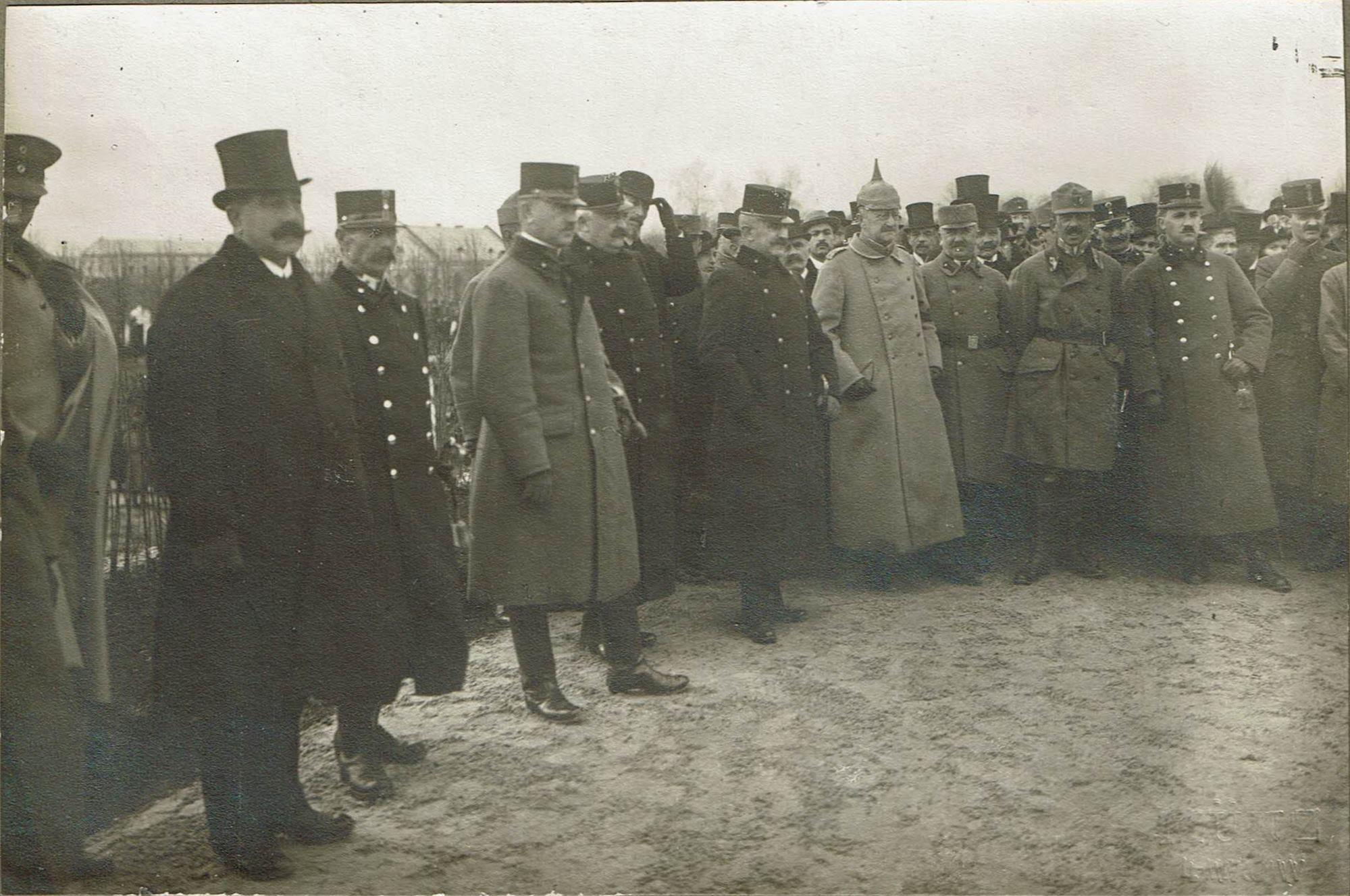
Inauguration du mémorial aux soldats juifs tombés au combat dans le nouveau cimetière juif, en arrière plan est visible la synagogue Novokladbischenskaya, novembre 1916
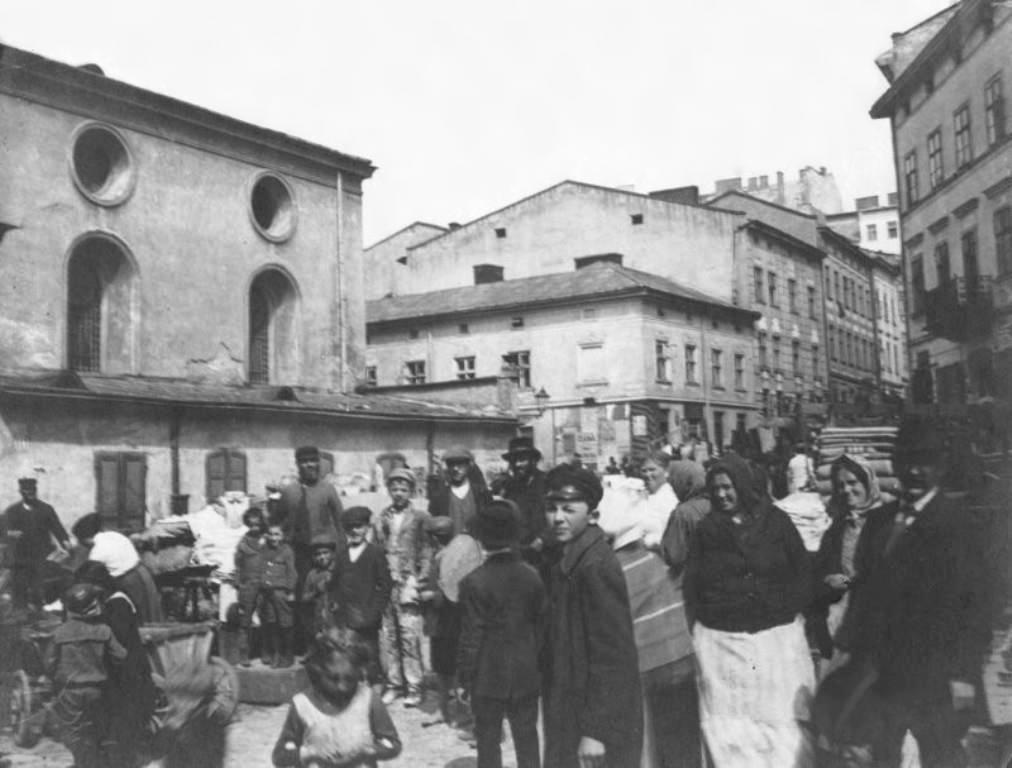
Quartier juif devant la (uk) vieille synagogue Przedmiejska.jpg , 1920
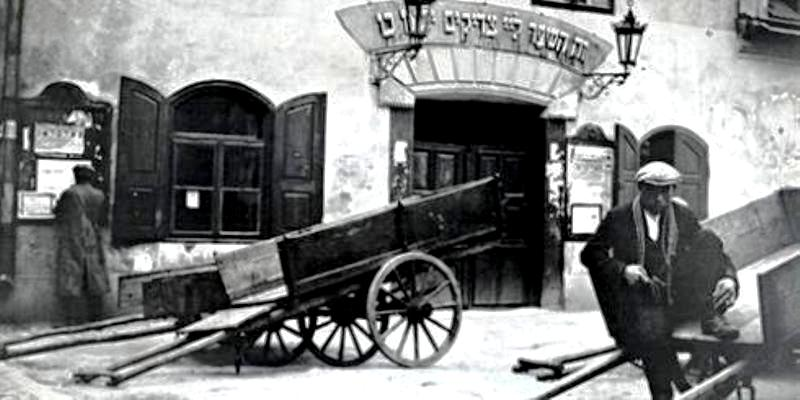
Entrée de l'ancienne synagogue rue Bożnicza à Lvov, qui sera plus tard dans le ghetto, 1920-1930
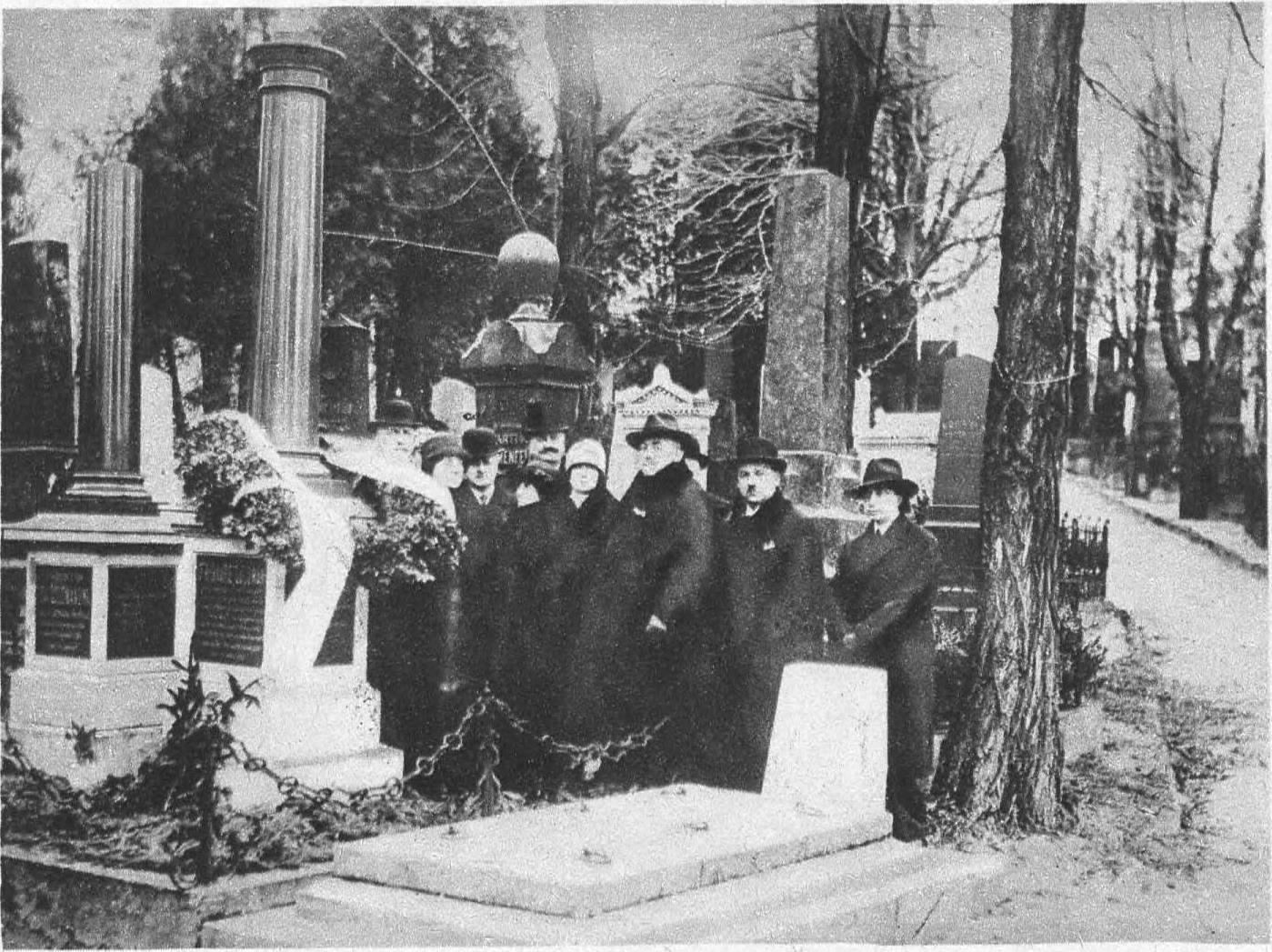
Dépôt d'une couronne à la mémoire de (pl) Bernard Goldman, au 25e anniversaire de sa mort, 1926
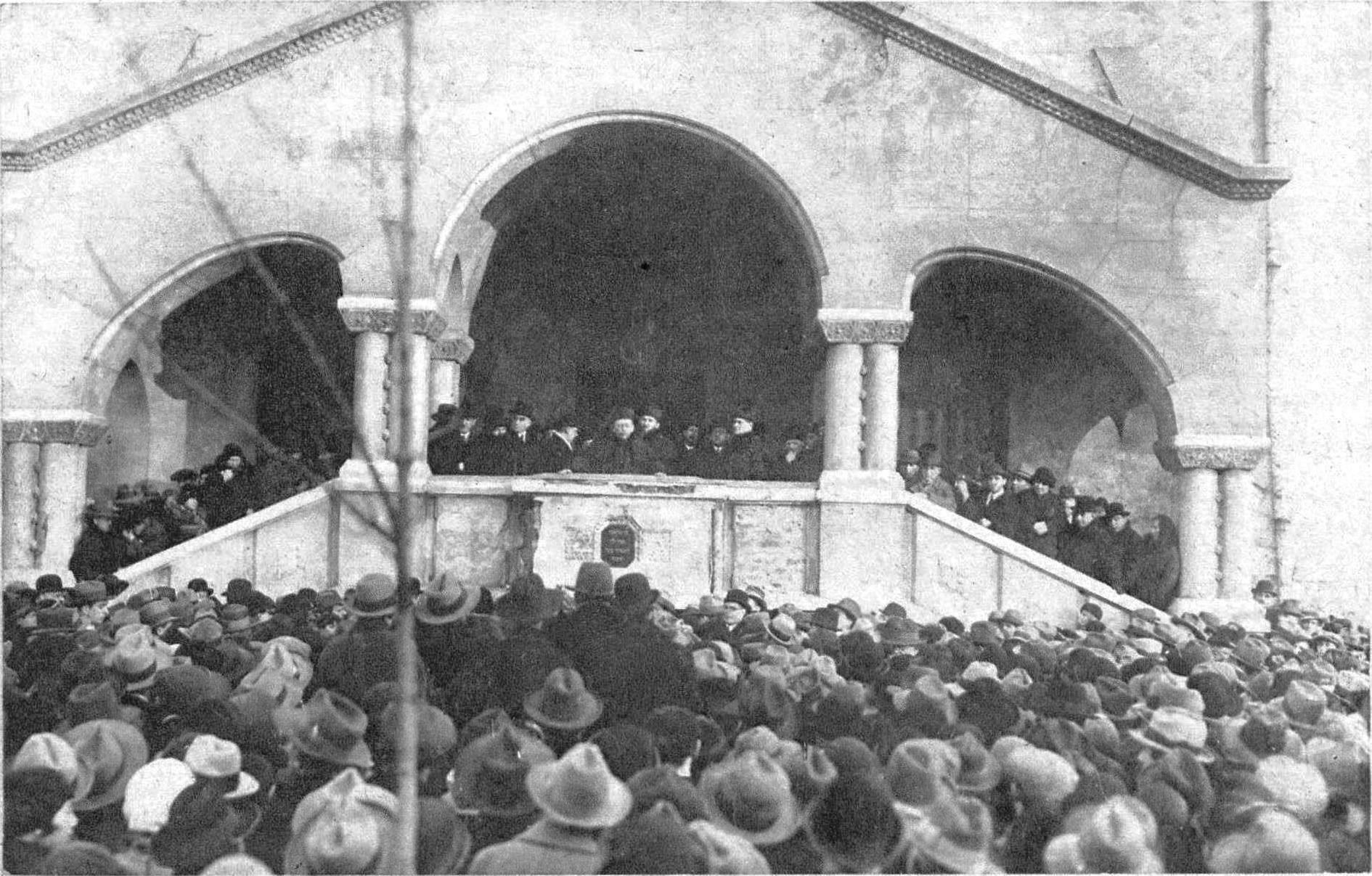
Funérailles de Charles Eisenstein (1884-1930) au nouveau cimetière Beit Tahara, novembre 1930
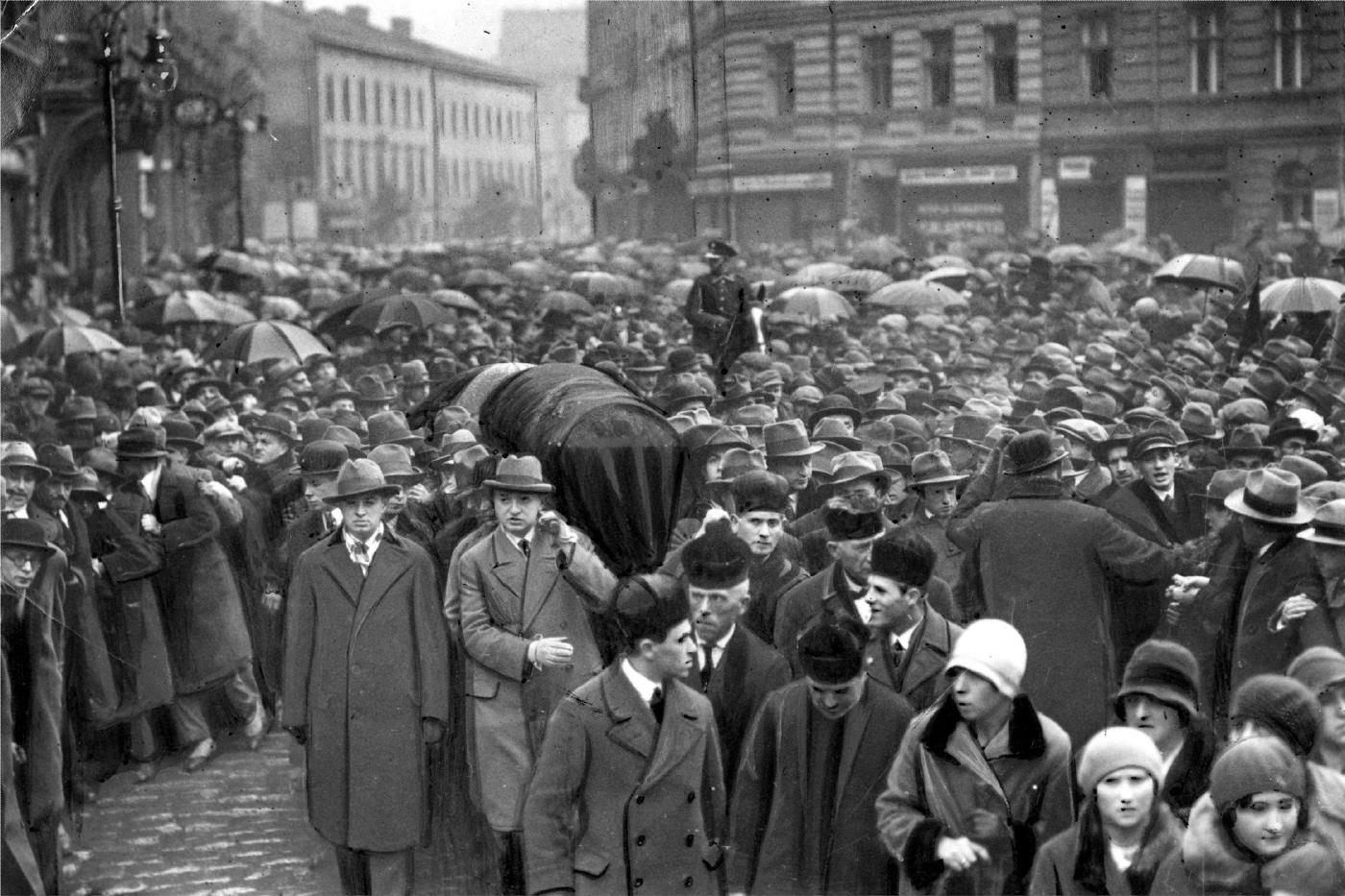
Funérailles du Dr (de)Leon Reich, chef du mouvement sioniste en Galice, pl. Smolkov à Lviv, décembre 1930
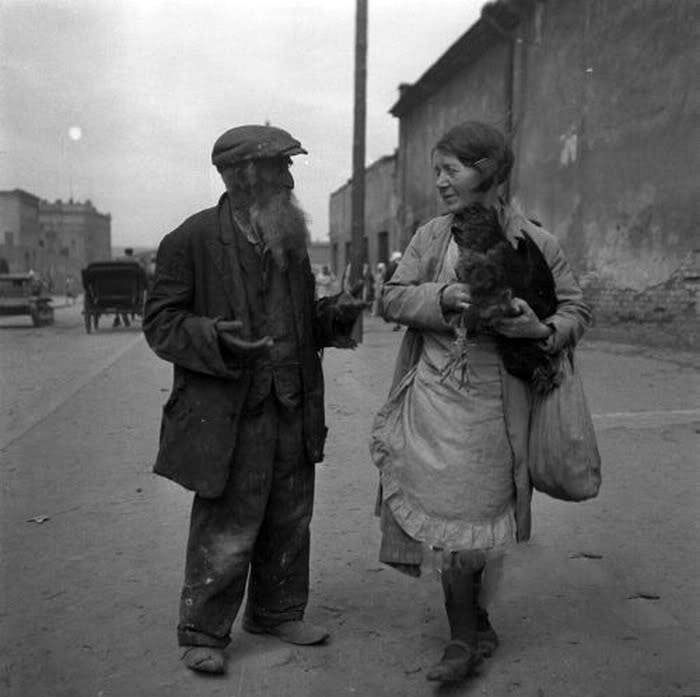
Dans la rue, 1931-1935
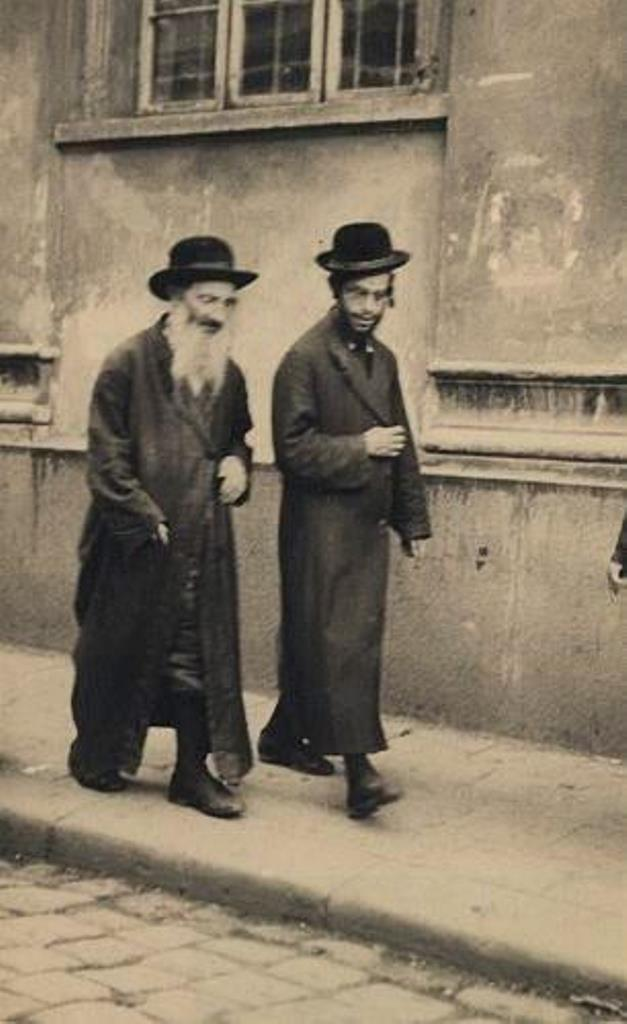
Près de la synagogue Jakob Glanzer, 1931-1935
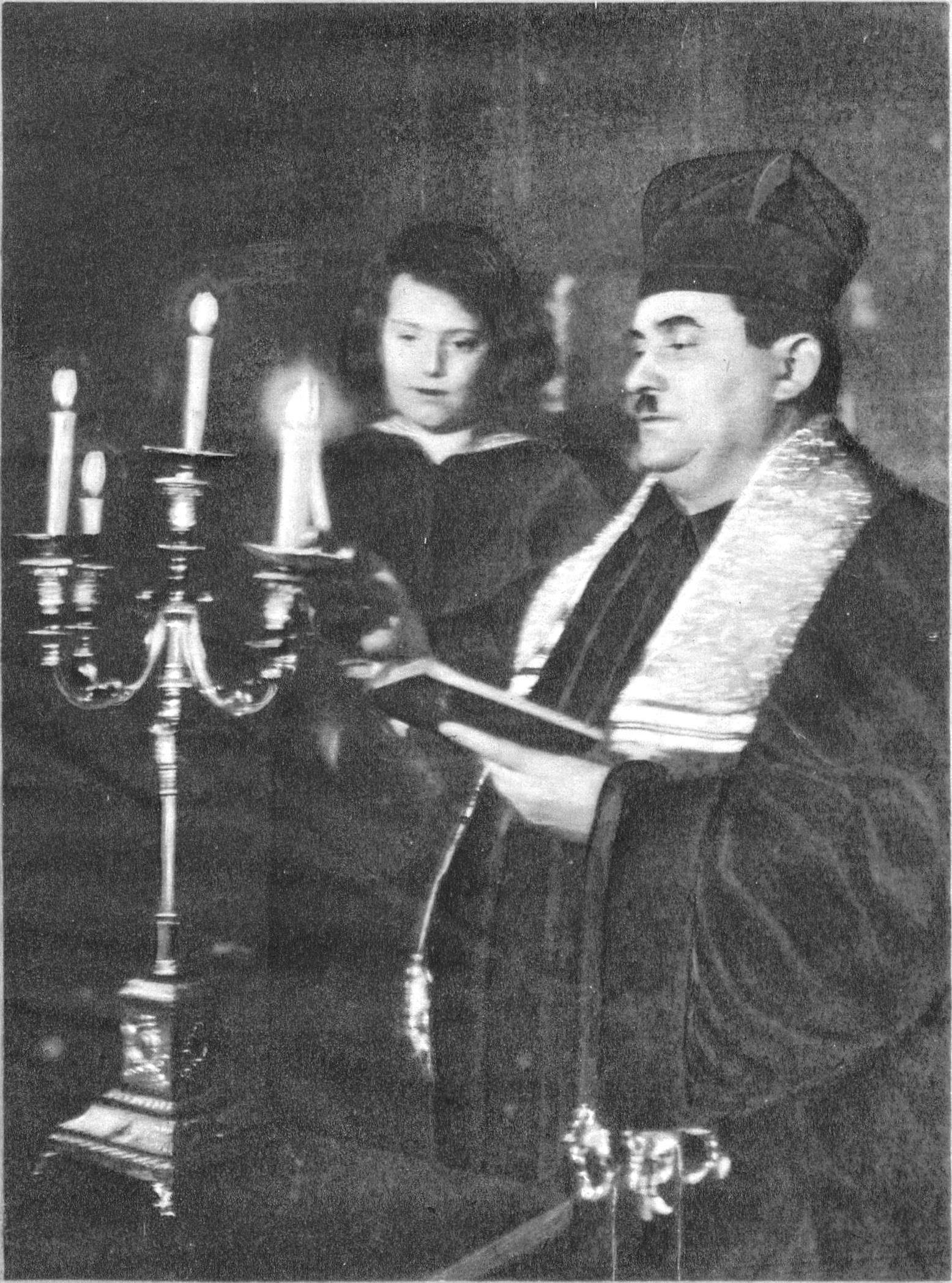
Allumage des bougies de Hanoukka selon un rite réformé (non-orthodoxe), photo parue dans le journal « Khvylya », décembre 1932
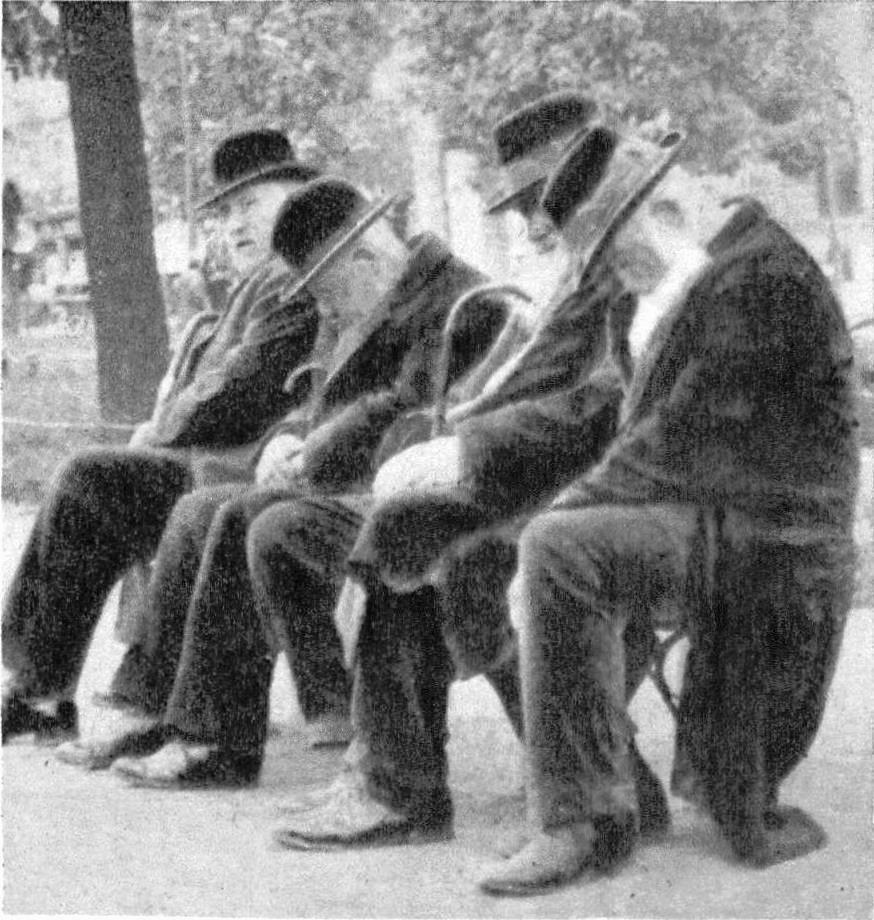
Sur un banc de jardin, 1933
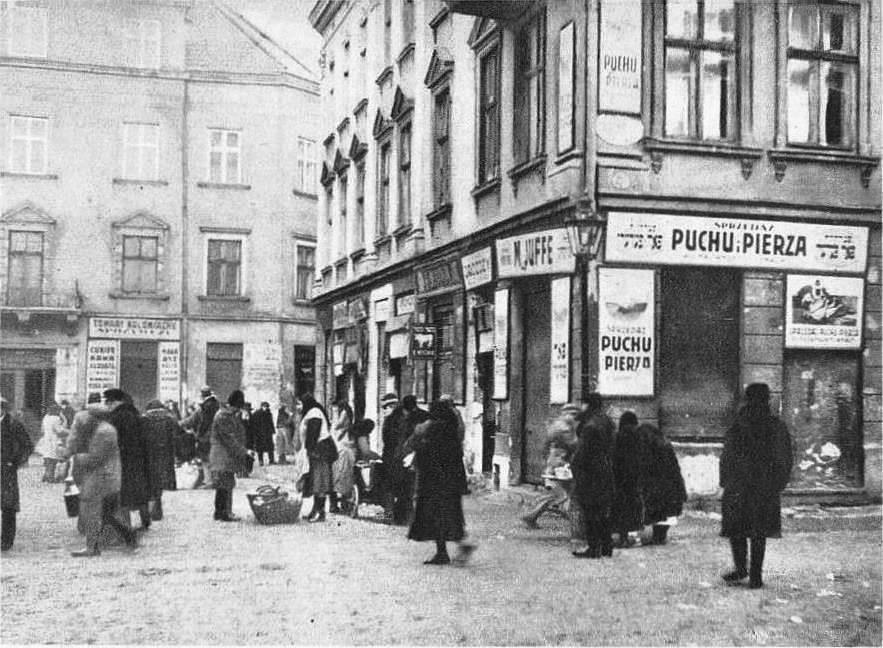
Quartier juif, sq. Zbozhova, rue Lázně, angle rue Bozhnichey, en arrière plan construction de la  yeshiva et synagogue Ohr Torah rue Starozakonnaya, avant Pâque 1931